# I Know There's Something Going On
I Know There's Something Going On is een nummer van ABBA-zangeres Frida. Het is de eerste single van haar eerste soloalbum Something's Going On uit 1982. In  augustus dat jaar werd het nummer op single uitgebracht.

## Achtergrond
Het nummer is geproduceerd door de Britse muzikant Phil Collins, die ook de drums en achtergrondvocalen op het nummer verzorgt. Met "I Know There's Something Going On" wilde Frida zich distantiëren van de muziek die ze met ABBA maakte. 
De plaat werd in diverse landen een grote hit, met een 3e positie in thuisland Zweden. In Frida's geboorteland Noorwegen werd de 3e positie bereikt, Finland de 7e, Duitsland de 5e, Zwitserland de nummer 1-positie, Frankrijk de 4e, Australië en Zuid-Afrika de 5e, Canada de 30e, de VS de 13e, Ierland de 23e, Spanje de 29e en in het Verenigd Koninkrijk de 43e positie in de UK Singles Chart.
In Nederland was de plaat op vrijdag 13 augustus 1982 Veronica Alarmschijf op Hilversum 3 en werd een gigantische hit in de destijds drie landelijke hitlijsten op de nationale publieke popzender. De plaat bereikte de 3e positie in zowel de Nederlandse Top 40 als de Nationale Hitparade en piekte op de 2e positie in de TROS Top 50. In de Europese hitlijst op Hilversum 3, de TROS Europarade, werd eveneens de 2e positie behaald.   
In België bereikte de plaat de nummer 1-positie in zowel de voorloper van de Vlaamse Ultratop 50 als de Vlaamse Radio 2 Top 30. In Wallonië werd géén notering behaald.